# نوشان سفلی
نوشان سفلی، روستایی است از توابع بخش سیلوانه و در شهرستان ارومیه استان آذربایجان غربی ایران می‌باشد که زبان آنها در این منطقه کردی (دری) می‌باشد.

## جمعیت
این روستا در دهستان دشت قرار داشته و بر اساس سرشماری سال ۱۳۸۵ جمعیت آن ۱۸۰ نفر (۳۰ خانوار)
بوده‌است.